# デニー・マクレイン
デニス・デイル・マクレイン（Dennis Dale McLain, 1944年3月29日 - ）は、MLBの元選手。ポジションは投手。アメリカ合衆国イリノイ州シカゴ出身。右投げ右打ち。

## 経歴

### デトロイト・タイガース
1962年に地元のシカゴ・ホワイトソックスと契約。マイナーリーグの初登板でノーヒッターを達成する。ウェーバーにかけられ、1963年4月8日にデトロイト・タイガースに移籍。A級・AA級合計で18勝6敗・防御率2.89・239奪三振を記録し、9月21日のホワイトソックス戦でメジャーデビュー、自責点1で完投勝利を挙げる。1965年は6月12日から7月25日にかけて2試合連続完封を含む8連勝を記録。16勝6敗・防御率2.61・192奪三振を記録。1966年は前半戦で13勝を挙げ、オールスターゲームに初選出されて先発投手を務め、3回を無安打に抑えた。後半戦で7勝10敗・防御率4.98と調子を落とし、自身初の20勝を記録したものの42被本塁打・120失点はリーグワーストだった。1967年は8月終了時で17勝を挙げるが9月は未勝利に終わり、チームも1ゲーム差でリーグ優勝を逃した。
1968年は前半戦で16勝2敗・防御率2.09を記録し、2年ぶりにオールスターゲームに選出される。後半戦も勢いは衰えず、9月14日のオークランド・アスレティックス戦で1934年のディジー・ディーン以来34年ぶりとなるシーズン30勝に到達。31勝6敗・防御率1.96・280奪三振、共にリーグ最多の28完投・336.0イニングを記録し、最多勝利のタイトルを獲得。チームは2位に12ゲーム差を付ける圧倒的な強さでリーグ優勝を果たす。セントルイス・カージナルスとのワールドシリーズでは第1戦に先発。同年防御率1.12という驚異的な成績をマークしたボブ・ギブソンと投げ合い、17三振を奪われて完封負けを喫し敗戦投手となる。第4戦でも再び対戦したが3回途中4失点で敗戦投手となり、1勝3敗と王手をかけられる。第6戦では中2日で先発し、3回までに大量12点の援護もあって1失点完投勝利を挙げ、タイに戻す。チームは最終第7戦でギブソンを打ち崩して4勝3敗でカージナルスを破り、23年ぶりのワールドチャンピオンとなった。オフにサイ・ヤング賞とMVPを満票で受賞した。1969年も前半戦で14勝5敗を記録し、2年連続でオールスターゲームに選出され先発の予定だったが、試合途中に帰ったため批判を浴びるなど素行の悪さが球団を悩ませた。24勝9敗・防御率2.80・181奪三振、共にリーグトップの9完封・325.0イニングを記録し、2年連続の最多勝利を獲得。サイ・ヤング賞の投票ではマイク・クェイヤーと同点になり、史上初の2人同時受賞となった。

### 栄光からの転落・そして引退
1970年2月に賭博行為への関与と拳銃の不法所持が発覚。当時のMLBコミッショナーであったボウイ・キューンにより開幕から3カ月の出場停止処分を受けた。また1日にコーラを25本も飲みオフも毎日ボウリングやテレビ出演に明け暮れた不摂生が祟って球速が低下し、3勝5敗・防御率4.63と成績が急降下。10月9日に4選手との交換トレードで他3選手と共にワシントン・セネタースに移籍。
1971年は4月に2完封をマークするなどまずまずのスタートを切ったが5月から9連敗を喫するなど前半戦だけで15敗。10勝を挙げたもののリーグワーストの22敗・防御率4.28と不本意な成績に終わる。監督のテッド・ウィリアムズとも口論が絶えなかった。1972年3月4日に2選手との交換トレードでアスレティックスに移籍。しかし1勝2敗・防御率6.04と結果を残せずマイナー降格。6月29日にオーランド・セペダとの交換トレードでアトランタ・ブレーブスに移籍するが3勝に留まり、シーズン通算で4勝7敗・防御率6.37。1973年3月26日に解雇され、その後ミルウォーキー・ブルワーズ、古巣ホワイトソックスと契約するが、メジャー昇格はならず現役引退。

### 引退後

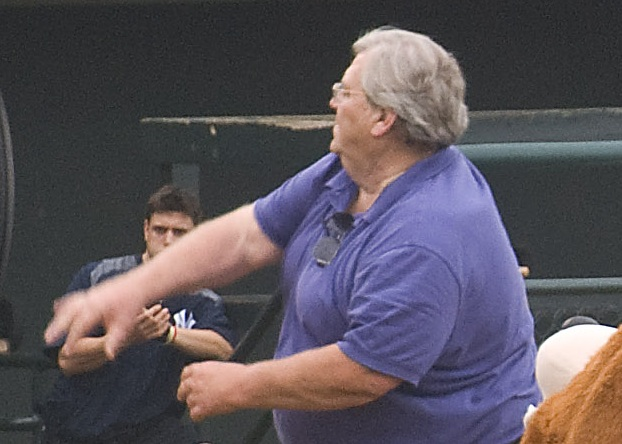
2012年、マイナーチームでの始球式にて

25歳の時点で114勝を記録し、将来のアメリカ野球殿堂入りを確実視されていたが、引退後はコカインの密売や業務上横領などで逮捕・服役を繰り返してしまう。1980年代半ばから1990年代初頭まで服役しており、その間に全ての歯を失ってしまう上、体重増もあって最大で150kgを数えるなど巨象のように肥え太ってしまった。

## 詳細情報

### 年度別投手成績
| 年 度      | 球 団      | 登 板 | 先 発 | 完 投 | 完 封 | 無 四 球 | 勝 利 | 敗 戦 | セ 丨 ブ | ホ 丨 ル ド | 勝 率 | 打 者 | 投 球 回 | 被 安 打 | 被 本 塁 打 | 与 四 球 | 敬 遠 | 与 死 球 | 奪 三 振 | 暴 投 | ボ 丨 ク | 失 点 | 自 責 点 | 防 御 率 | W H I P |
| ---------- | ---------- | ----- | ----- | ----- | ----- | -------- | ----- | ----- | -------- | ----------- | ----- | ----- | -------- | -------- | ----------- | -------- | ----- | -------- | -------- | ----- | -------- | ----- | -------- | -------- | ------- |
| 1963       | DET        | 3     | 3     | 2     | 0     | 0        | 2     | 1     | 0        | --          | .667  | 96    | 21.0     | 20       | 2           | 16       | 0     | 0        | 22       | 1     | 1        | 12    | 10       | 4.29     | 1.71    |
| 1964       | DET        | 19    | 16    | 3     | 0     | 1        | 4     | 5     | 0        | --          | .444  | 416   | 100.0    | 84       | 16          | 37       | 0     | 1        | 70       | 0     | 0        | 48    | 45       | 4.05     | 1.21    |
| 1965       | DET        | 33    | 29    | 13    | 4     | 3        | 16    | 6     | 1        | --          | .727  | 881   | 220.1    | 174      | 25          | 62       | 1     | 2        | 192      | 3     | 2        | 73    | 64       | 2.61     | 1.07    |
| 1966       | DET        | 38    | 38    | 14    | 4     | 1        | 20    | 14    | 0        | --          | .588  | 1080  | 264.1    | 205      | 42          | 104      | 3     | 3        | 192      | 6     | 0        | 120   | 115      | 3.92     | 1.17    |
| 1967       | DET        | 37    | 37    | 10    | 3     | 1        | 17    | 16    | 0        | --          | .515  | 976   | 235.0    | 209      | 35          | 73       | 3     | 3        | 161      | 4     | 0        | 110   | 99       | 3.79     | 1.20    |
| 1968       | DET        | 41    | 41    | 28    | 6     | 5        | 31    | 6     | 0        | --          | .838  | 1288  | 336.0    | 241      | 31          | 63       | 2     | 6        | 280      | 3     | 0        | 86    | 73       | 1.96     | 0.90    |
| 1969       | DET        | 42    | 41    | 23    | 9     | 2        | 24    | 9     | 0        | --          | .727  | 1304  | 325.0    | 288      | 25          | 67       | 7     | 4        | 181      | 5     | 2        | 105   | 101      | 2.80     | 1.09    |
| 1970       | DET        | 14    | 14    | 1     | 0     | 0        | 3     | 5     | 0        | --          | .375  | 402   | 91.1     | 100      | 19          | 28       | 0     | 3        | 52       | 0     | 1        | 51    | 47       | 4.63     | 1.40    |
| 1971       | WS2        | 33    | 32    | 9     | 3     | 0        | 10    | 22    | 0        | --          | .313  | 931   | 216.2    | 233      | 31          | 72       | 8     | 3        | 103      | 4     | 1        | 115   | 103      | 4.28     | 1.41    |
| 1972       | OAK        | 5     | 5     | 0     | 0     | 0        | 1     | 2     | 0        | --          | .333  | 108   | 22.1     | 32       | 4           | 8        | 0     | 0        | 8        | 0     | 0        | 17    | 15       | 6.04     | 1.79    |
| 1972       | ATL        | 15    | 8     | 2     | 0     | 1        | 3     | 5     | 1        | --          | .375  | 237   | 54.0     | 60       | 12          | 18       | 0     | 1        | 21       | 1     | 2        | 41    | 39       | 6.50     | 1.44    |
| '72計      | ATL        | 20    | 13    | 2     | 0     | 1        | 4     | 7     | 1        | --          | .364  | 345   | 76.1     | 92       | 16          | 26       | 0     | 1        | 29       | 1     | 2        | 58    | 54       | 6.37     | 1.55    |
| 通算：10年 | 通算：10年 | 280   | 264   | 105   | 29    | 14       | 131   | 91    | 2        | --          | .590  | 7719  | 1886.0   | 1646     | 242         | 548      | 24    | 26       | 1282     | 27    | 9        | 778   | 711      | 3.39     | 1.16    |

- 各年度の太字はリーグ最高

### タイトル
- 最多勝利 2回：1968年, 1969年

### 表彰・記録
- サイ・ヤング賞 2回：1968年, 1969年
- シーズンMVP 1回：1968年
- MLBオールスターゲーム選出 3回：1966年, 1968年, 1969年